# Fédération des îles Mariannes du Nord de basket-ball
La Fédération des îles Mariannes du Nord de basket-ball (Basketball Association of the Northern Mariana Islands) est une association, fondée en 1981, chargée d'organiser, de diriger et de développer le basket-ball aux Îles Mariannes du Nord.
La Fédération représente le basket-ball auprès des pouvoirs publics ainsi qu'auprès des organismes sportifs nationaux et internationaux et, à ce titre, les îles Mariannes du Nord dans les compétitions internationales. Elle défend également les intérêts moraux et matériels du basket-ball des îles Mariannes du Nord. Elle est affiliée à la FIBA depuis 1981, ainsi qu'à la FIBA Océanie.
La Fédération organise également le championnat national.